# Cheffes
Cheffes ist eine französische Gemeinde mit 1.036 Einwohnern (Stand: 1. Januar 2022) im Département Maine-et-Loire in der Region Pays de la Loire. Sie gehört zum Arrondissement Angers und zum Kanton Tiercé. Die Einwohner werden Cheffois genannt.

## Geographie
Cheffes liegt in der Landschaft Anjou am Fluss Sarthe, der auch die östliche Gemeindegrenze bildet. Nachbargemeinden von Cheffes sind Juvardeil im Norden, Étriché im Nordosten, Tiercé im Osten, Briollay im Süden und Südosten, Soulaire-et-Bourg im Süden, Écuillé im Westen sowie Champigné im Nordwesten.

## Bevölkerungsentwicklung
| Jahr                       | 1962 | 1968 | 1975 | 1982 | 1990 | 1999 | 2006 | 2018 |
| Einwohner                  | 748  | 680  | 632  | 811  | 857  | 822  | 879  | 973  |
| Quellen: Cassini und INSEE |      |      |      |      |      |      |      |      |

## Sehenswürdigkeiten
- Kirche Notre-Dame mit Glockenturm aus dem 12. Jahrhundert, spätere Umbauten, Monument historique (siehe auch: Liste der Monuments historiques in Cheffes)

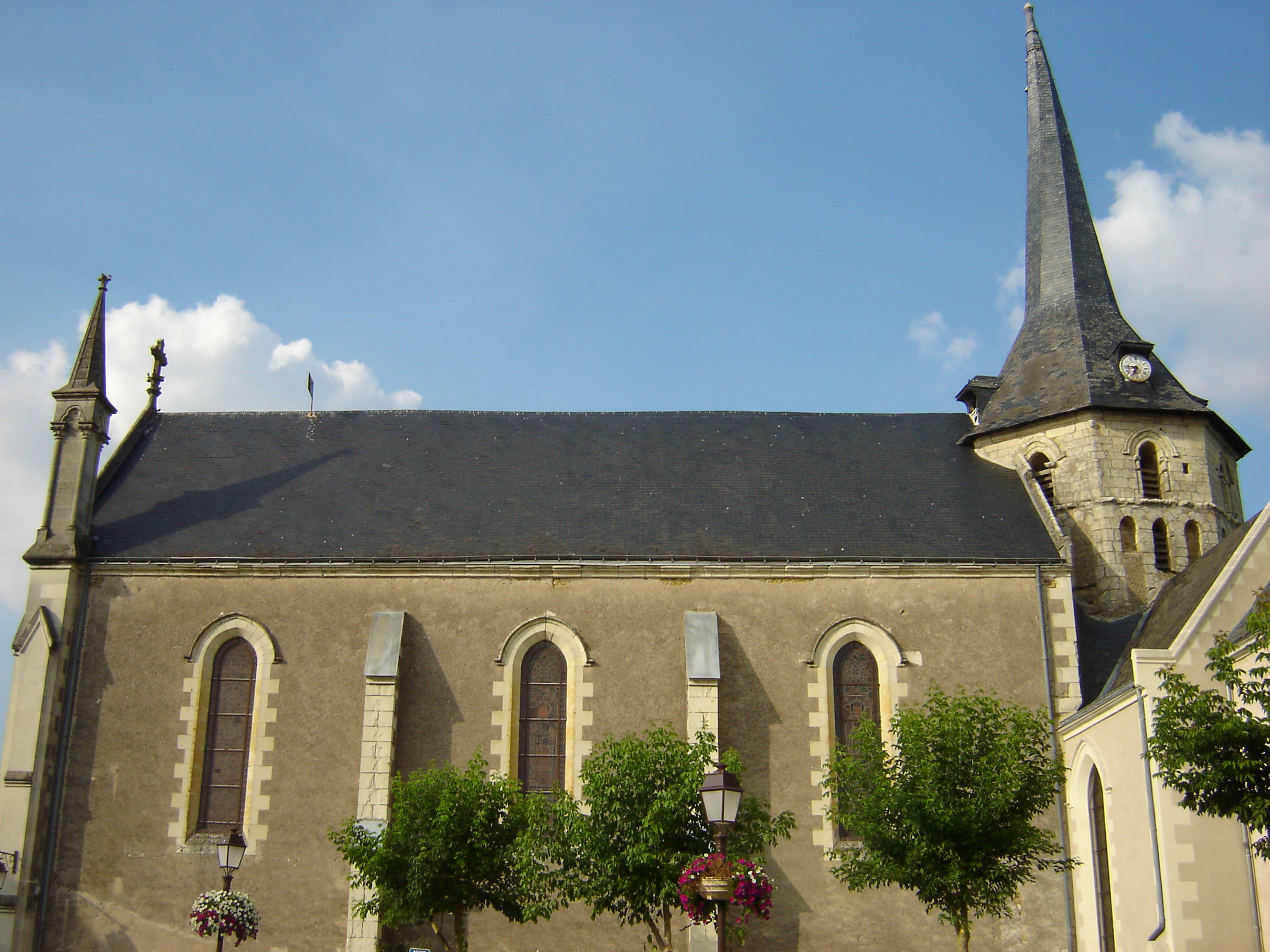
Kirche Notre-Dame